# Caves des Mousseaux
Les caves des Mousseaux sont un abri souterrain comportant des centaines de scènes et figures sculptées datant du XVIe siècle. L'abri est situé à Dénezé-sous-Doué, dans le département français de Maine-et-Loire.
L'édifice est inscrit au titre des monuments historiques depuis 1969.

## Description
Les caves de Dénezé-sous-Doué, appartenant désormais à la commune, comptent plusieurs centaines de personnages sculptés dans un style naïf, qui se bousculent sur les parois de tuffeau. Ces caves ont été redécouvertes par hasard dans les années 1930 par deux ethnologues de la région, après avoir été découvertes au XVIIIe siècle par un curé qui, effrayé par la nudité et la crudité de certaines saynètes, avait ordonné leur occultation.
Datant probablement de la seconde moitié du XVIe siècle, l’œuvre comprend environ trois cents personnages stylisés, parfois provocants. Il semble qu'en maints sujets, l'intention du ou des sculpteurs ait été d'ordre satirique, exprimant une critique politico-religieuse à l'égard notamment de la cour du roi et des Catholiques.
On n'a pas jusqu'à présent trouvé l'identité des auteurs de ces sculptures, ni dans quel but elles ont été réalisées. Seules quelques hypothèses ont été émises, par exemple par Annie Bréthon, ancienne responsable de la cave des Mousseaux,  basées généralement sur des indices d'ordre vestimentaire que l'on relève sur les statues, comme dans le cas de la saynète montrant un personnage entouré par deux femmes dont une a les seins nus, selon la mode de l'époque d'Henri III dite de l'espoitrinement à la Vénitienne, ou à la Valois.
Les statues posent de gros problèmes de conservation. De mauvaises conditions de fouilles, du salpêtre, des champignons parasites, des algues ont vilainement dégradé les statues. Des agressions contre certaines pièces ont semble-t-il aussi été commises après les années 1990. De 2019 à mai 2023 le site est resté fermé à cause de ces dégâts.  

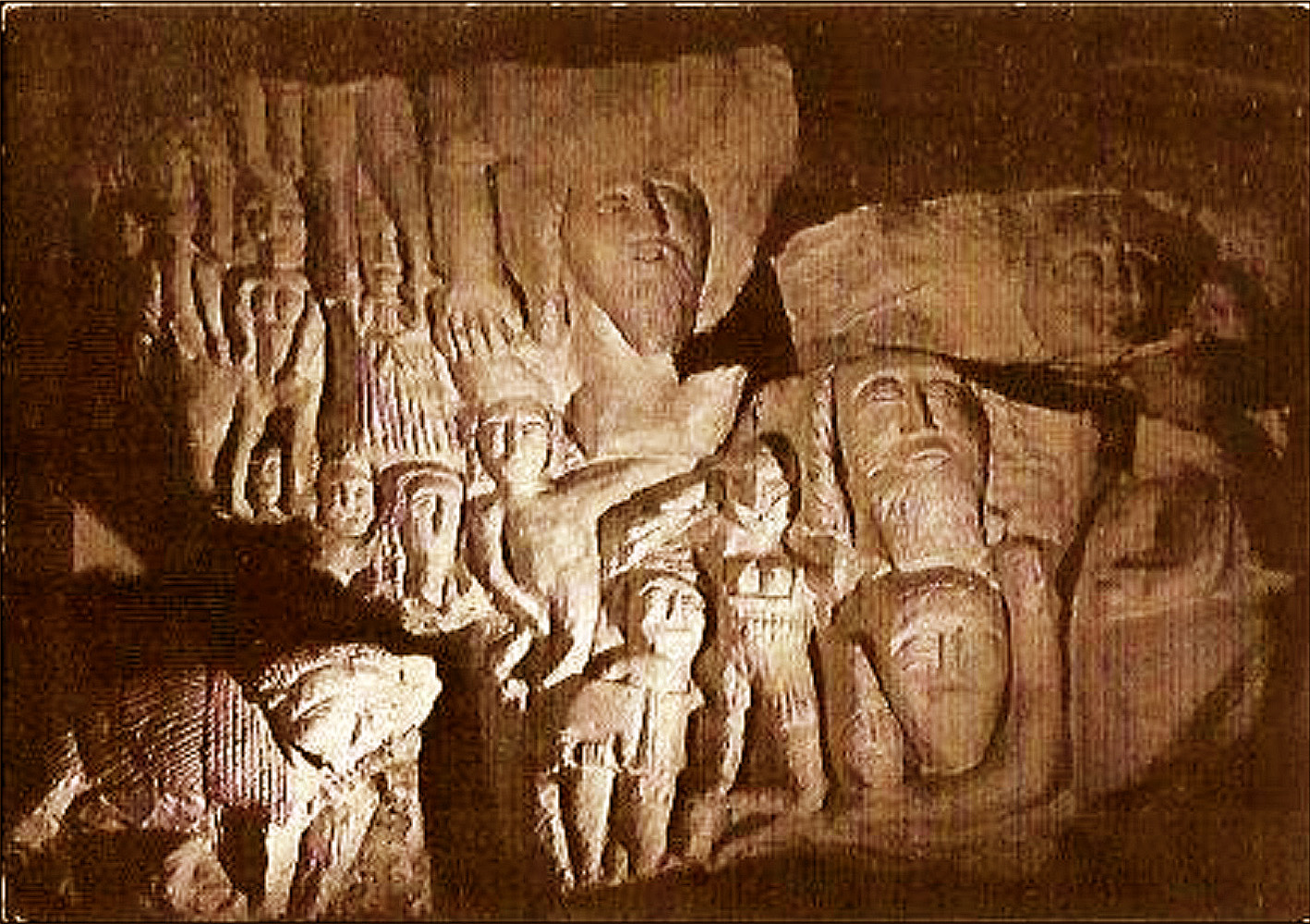
Scène de l’espoitrinement à la Valois. Carte postale ancienne.
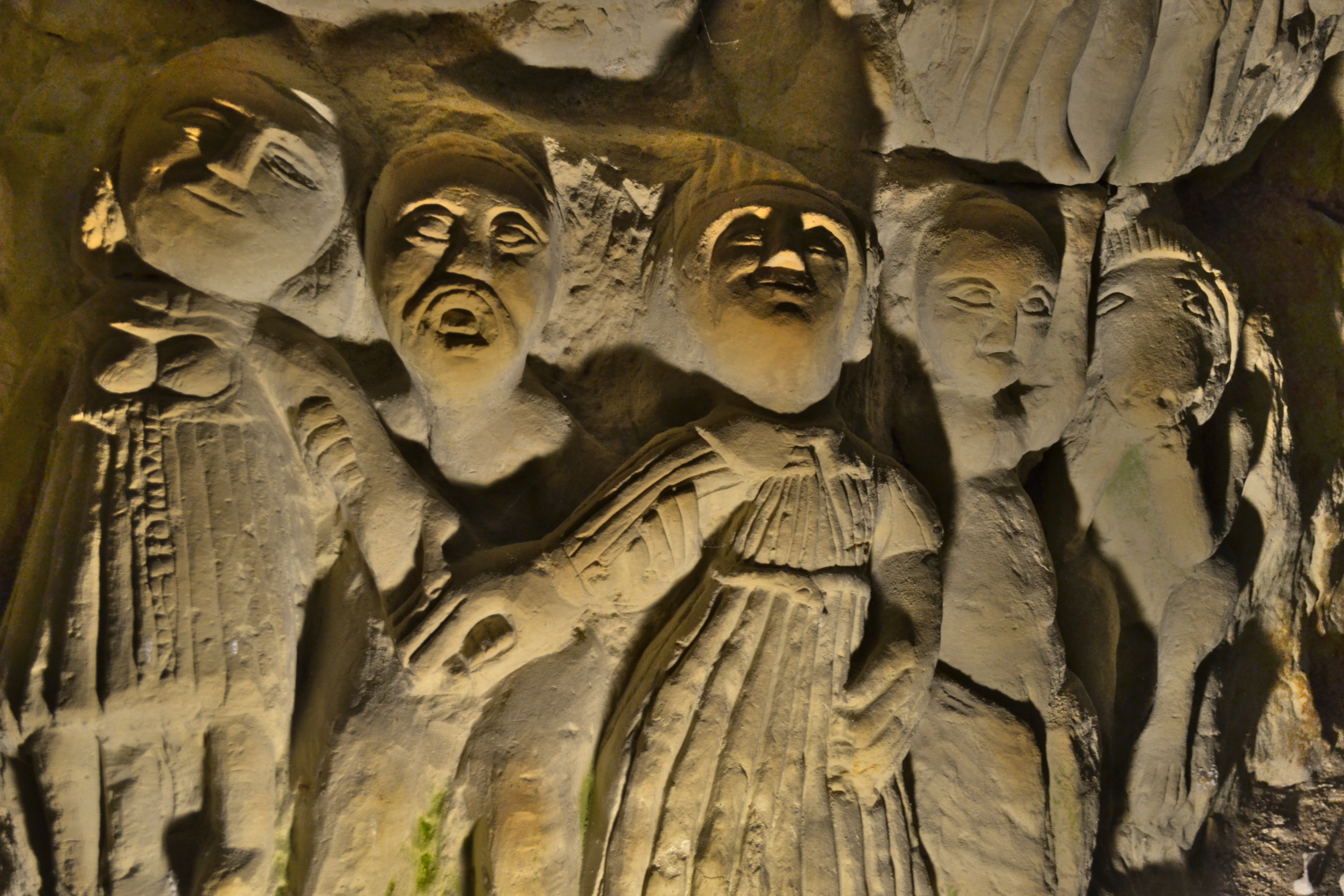
Scène du mariage initiatique, en 2020.